# أرت سوان
أرت سوان هو سياسي أمريكي، ولد في 17 أكتوبر 1952. نشط حزبياً في الحزب الجمهوري. وقد انتخب عضو مجلس ولاية تينيسي ‏ وانتخب عضو مجلس نواب تينيسي ‏.